# Universums storskaliga struktur
Med universums storskaliga struktur menar man strukturen på universum, de stora delarna, hur de förhåller sig till varandra och är uppdelade.

## Rumtiden
Rumtid är en sammanslagning av rummet och tiden till en enhet, där tiden bildar en extra fjärde dimension ihop med rummets tre vanliga dimensioner längd, bredd och höjd. En punkt i den fyrdimensionella rumtiden kallas en händelse. Det är detta "nät" strukturerna ligger i.

## Bakgrundsstrålningen
Den största strukturen i universum är bakgrundsstrålningen som kan beskrivas som "Big bangs efterklang". Bakgrundsstrålning finns i hela universum och verkade länge vara konstant, men sonden WMAP som sändes upp av NASA 2001 har visat att det finns små fluktuationer i strålningen. WMAP upptäckte att temperaturen varierar litegrann. Dessa små skillnader beror på att massan inte var jämnt fördelad i universum ens från början.
Bakgrundsstrålningen kan ge oss en bild av hur universum såg ut när det var mycket ungt och med hjälp av informationen från WMAP har man även kunnat bestämma universums ålder till ca 13,7 miljarder. Från början hade bakgrundsstrålningen en temperatur på 3000 K, men i takt med universums expansion har dopplereffekten gjort så att bakgrundsstrålningen har rödförskjutits och svalnat av till ungefär 3 K, men strukturen är fortfarande den samma.

## Strukturer i storleksordning

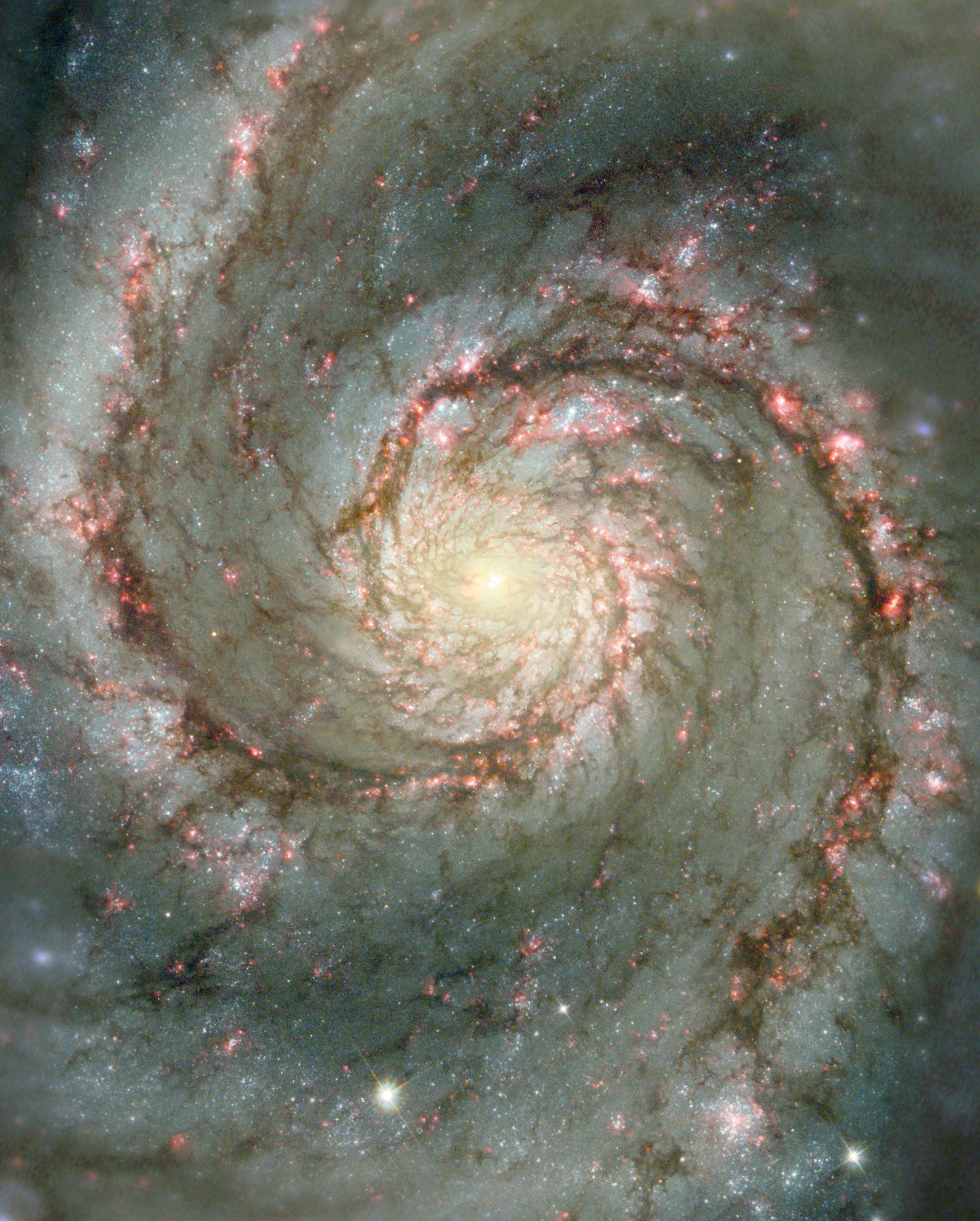
En galax med stor massa i centrum som håller ihop den

### Galaxer
Galaxer är stora ansamlingar av stjärnor, solsystem, gas och stoff som hålls samman av gravitation, ofta med ett svart hål i centrum. Det finns många olika typer eller former av galaxer. Exempelvis Vintergatan, som vårt solsystem ligger i, är en stavspiralgalax.

### Galaxhopar
Även galaxerna är ordnade i hopar. Vår galax Vintergatan ingår i en galaxhop som kallas Lokala gruppen med minst 25 andra galaxer. Av dem är de flesta dvärggalaxer. Det finns också två galaxer som är relativt stora spiralgalaxer och två elliptiska galaxer. Galaxhopen sträcker sig över ca 3 miljoner ljusår. Men det är en ganska liten galaxhop och runt omkring oss finns det galaxhopar med tusentals galaxer som sträcker sig över mycket större områden. Till exempel Comahopen som är sfärisk med en diameter på ca 10 miljoner ljusår. 

### Superhopar
Hopar av galaxhopar kallas för superhopar. Lokala gruppen ingår i en superhop som heter Virgosuperhopen. Lokala superhopen är ca 65 miljoner ljusår stor.  

### Galaxfilament och stora kvasargrupper
Avsevärt större än superhopar är galaxfilamenten, även kallade superhopkomplex. Dessa är enorma trådformade strukturer som består av gravitationellt bundna galaxer och som utgör väggar mellan stora tomma regioner i universum, så kallade tomrum. Det största kända filamentet heter Stora muren Herkules - Norra kronan, en vägg av galaxhopar som är 10 miljarder ljusår lång.
Den näst största kända strukturen i universum är en så kallad stor kvasargrupp vid namn Huge-LQG. Detta är en samling av aktiva galaxer, gravitationellt bundna till varandra och med en utsträckning av fyra miljarder ljusår.

## Strukturell framtid
Hur strukturen i universum kommer att se ut i framtiden beror på hur universum kommer utvecklas. För universums framtid finns det olika teorier som ger olika utvecklingar i hur strukturerna förändras.

### The Big Chill
Vid The Big Chill gör universums acceleration att galaxerna som idag är på väg i olika riktningar drar ifrån varandra. Detta skulle inte leda till någon direkt strukturskillnad, bara att varje enskild del skulle bli mer isolerad. De skulle sedan få sväva ut i tidsrymden tills allt ljus och all värme i universum försvunnit, och därmed namnet The Big Chill

### The Big Rip
Vid The Big Rip är orsaken till universums expansion "mörk energi" som ökar ju mer universum expanderar. Denna kraft är motverkande mot gravitationen och allt eftersom den blir starkare bryter den upp de krafter som hålls samman med gravitation. Detta i ordning av storleken på strukturen. Med början med att bryta upp superhoparna sedan galaxhoparna och allra sist även bryta upp molekylerna som hålls samman av gravitation. Alla storskaliga strukturer hade under dessa omständigheter helt försvunnit

### The Big Crunch
The big crunch är ett scenario där universums expansion saktar ner för att stanna och sedan dra ihop sig igen så att galaxhoparna, galaxerna och stjärnorna kommer närmre och närmre varandra tills all materia är samlad i en punkt igen. Alla strukturer hade därmed försvunnit in i en gravitationell singularitet.